# Montouemhat
Montouemhat est « Quatrième prophète d'Amon », « maire de Thèbes » et « Gouverneur de la Haute-Égypte » durant les règnes de Taharqa et de Psammétique Ier (XXVIe dynastie).

## Biographie

### Famille
Il est le fils d'Esptah, un prophète d'Amon et maire de la ville, et d'Esenkhebi.
Il a eu trois femmes. Ses épouses sont Ouadjerenès (la fille de Har, et petite-fille du roi Piânkhy), Eskhons et Shepetenmout.

### Carrière
Montouemhat a servi pendant les règnes de Taharqa et Psammétique Ier, qui couvrent des parties de la XXVe et de la XXVIe dynastie.
Lorsque Tanoutamon arrive au pouvoir, il tente de reconquérir les territoires perdus en Basse-Égypte. Il s’empare de Memphis et tue le vassal assyrien Nékao Ier. Pendant cette période, Thèbes est devenue une entité plus ou moins indépendante sous le règne du maire Montouemhat. Thèbes aurait été gouvernée par Montouemhat et la divine adoratrice d'Amon Chepenoupet II.

## Sépulture

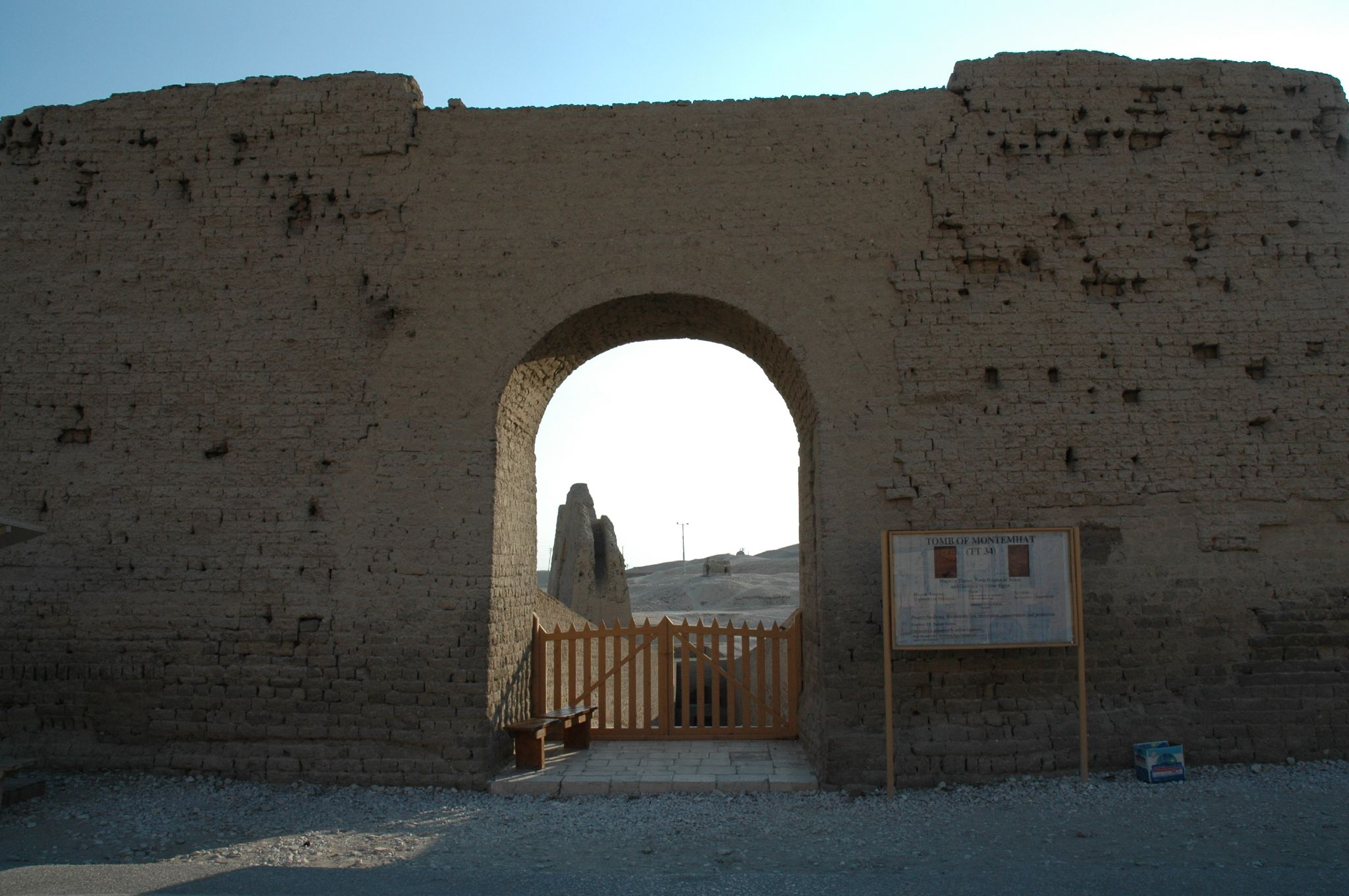
Entrée de la tombe TT34 (en 2006)

La tombe (TT34) de Montouemhat est située à El-Assasif, dans la nécropole thébaine, sur la rive ouest du Nil, face à Louxor.